# Cortodera humeralis
Коротунка плечиста (лат. Cortodera humeralis (Schaller, 1783) — вид жуків з родини Скрипунових.

## Поширення
В Україні Коротунка плечиста поширена у лісовій зоні Полісся й дуже спорадично у лісостепу.